# Kraftwerk 2
Kraftwerk 2 – drugi album niemieckiego zespołu Kraftwerk, wydany w 1972 roku.
Album został skomponowany i nagrany tylko przez Ralfa Hüttera i Floriana Schneidera, wspomaganych przez producenta Conny’ego Planka. Była to druga i ostatnia płyta Kraftwerk zawierająca w całości materiał instrumentalny. Album był średnim sukcesem na niemieckiej liście sprzedaży, nie został jednak nigdy wznowiony ani na płycie kompaktowej, ani w formacie cyfrowym.

## Lista utworów
Strona A
| 1. | „Klingklang” | 17:36 |
|    |              |       |
| 2. | „Atem”       | 2:57  |
|    |              |       |
|    |              | 20:33 |
|    |              |       |
Strona B
| 1. | „Strom”       | 3:52  |
|    |               |       |
| 2. | „Spule 4”     | 5:20  |
|    |               |       |
| 3. | „Wellenlänge” | 9:40  |
|    |               |       |
| 4. | „Harmonika”   | 3:17  |
|    |               |       |
|    |               | 22:09 |
|    |               |       |

## Pozycje na listach
| Kraj   | Pozycja |
| ------ | ------- |
| Niemcy | 36      |